# Bunker Wollenberg

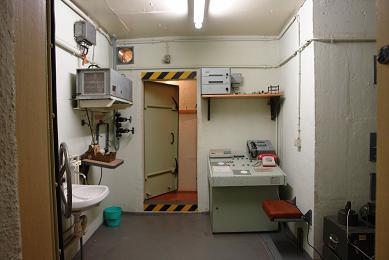
Dekontamination – Arbeitsplatz des Schleusenkommandanten

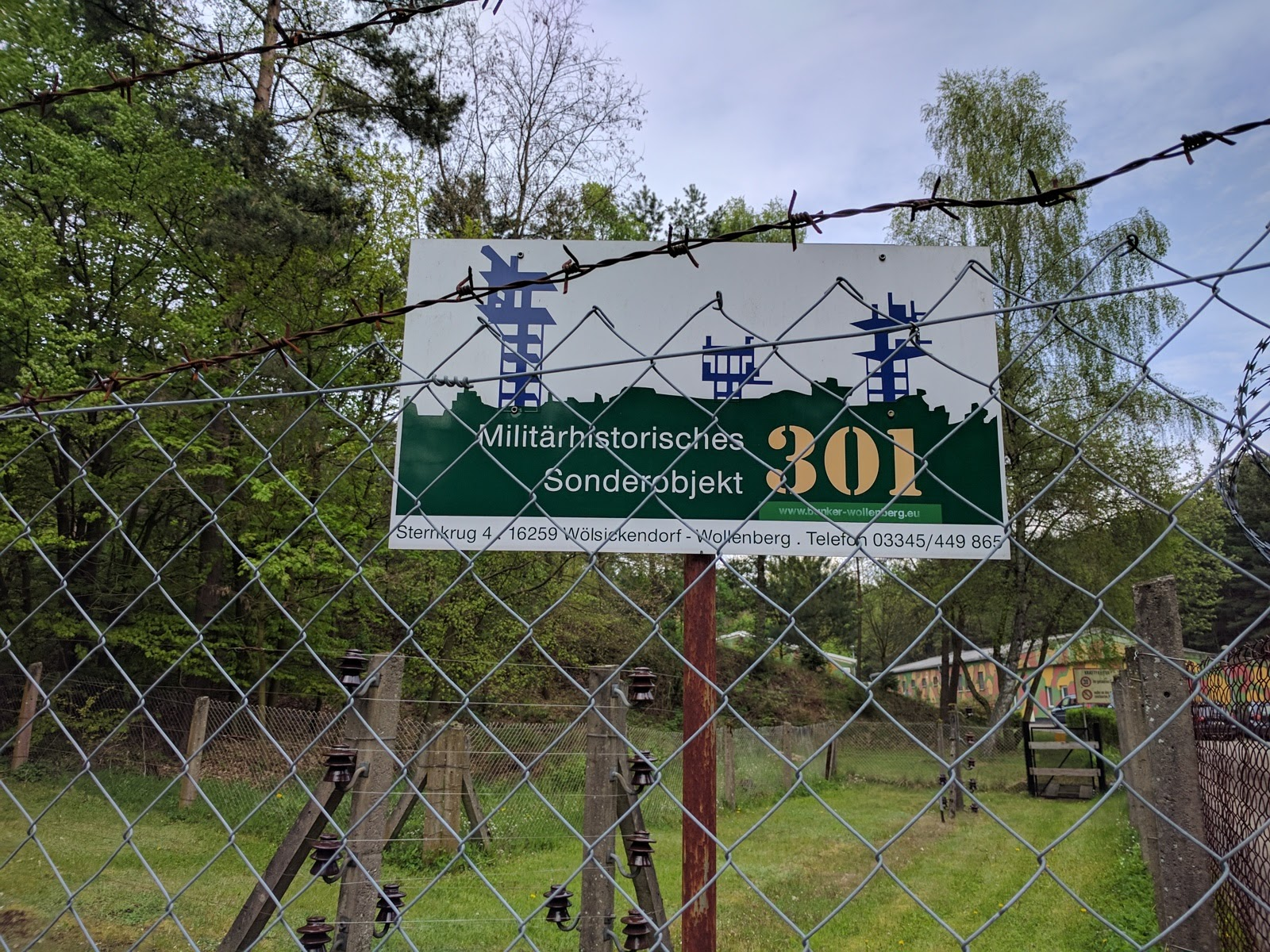
Informationstafel am Eingang

Der Bunker Wollenberg ist eine Bunkeranlage bei Bad Freienwalde (Oder) in Brandenburg. Sie schützte die militärische Troposphärenfunkzentrale 301, eine von drei typengleichen Anlagen, die in der DDR Mitte der 1980er Jahre errichtet wurden. Die beiden anderen Anlagen waren die Troposphären-Funkstation 302 in der Gemeinde Langsdorf bei Bad Sülze und die Troposphärenfunkzentrale 303 in Röhrsdorf bei Königsbrück. Die Anlagen gehörten zum strategischen Troposphären-Nachrichtensystem Bars des Warschauer Paktes. Die technische Zone der Anlagen bestand aus einem zweigeschossigen Bunker, eingestuft in die Schutzklasse D nach VA-Klassifizierung und den Grundmaßen von rd. 30 × 30 m. Die Schutzklasse D entsprach dem Überdruck aus einer Kernwaffendetonation von 30 N/cm², damit annähernd der Waffenwirkung einer betonbrechenden Bombe von 250 kg Sprengstoff. Die Legende der Anlage war die vorgebliche Nutzung als militärische Flugwetterstation.

## Vorwende-Nutzung

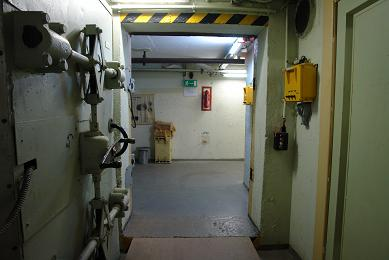
Drucktür und Blick in den Zugangsstollen

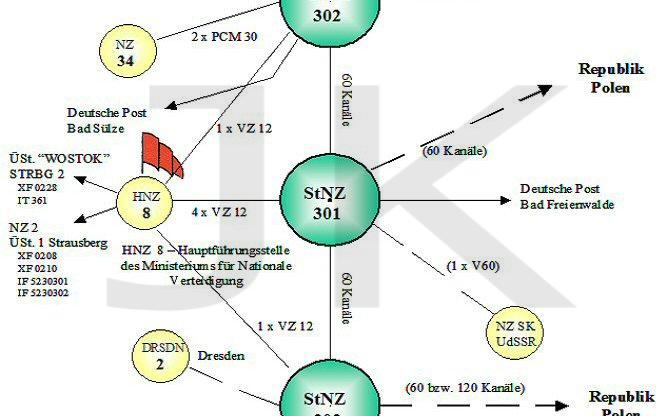
Darstellung der Troposphärenfunkzentrale 301 als Stütznachrichtenzentrale

Mit ihrer Zugehörigkeit zum Troposphären-Nachrichtensystem „BARS“ gehörten die Stationen zum Bestand des Einheitlichen Nachrichtensystems (ENS) der Teilnehmerländer des Warschauer Pakts. Im nationalen Rahmen wurden sie als Stütznachrichtenzentralen 301–303 (StNZ) bezeichnet und gingen als solche in das gedeckt vorbereitete Nachrichtensystem der NVA ein. Mit diesen Bezeichnungen war gleichsam eine Tarnlegende gegeben. Mit der Zuordnung von taktischen Tarnnamen, für Wollenberg als „TUSHURKA“, wurde eine weitere Verschleierung erreicht.
Die Troposphärenfunkzentrale 301 war für die Aufnahme von vier Troposphärenfunkgerätesätzen projektiert, gebaut und vorbereitet, gleichbedeutend mit der Möglichkeit, in vier verschiedenen Richtungen Troposphärenfunkverbindungen herzustellen. Tatsächlich waren jedoch nur drei Gerätesätze installiert. Jeder erlaubte die Herstellung von 60 Troposphärenfunkkanälen. Aus der Gesamtzahl der Kanäle konnten von der Troposphärenfunkstation 301 bis zu 48 operative Kanäle zur Hauptführungsstelle des Ministeriums für Nationale Verteidigung der DDR im Bunker Harnekop über Fernmeldekabel oder Richtfunkgerätesätze FM 24-400 (Frequenzmodulation) weitergeschaltet werden. Die Weiterschaltung und Übergabe von Kanälen war Gegenstand von Qualifizierungsmaßnahmen in der Nutzungsphase des Systems nach Programmzeiten und im Rahmen von internationalen Schaltübungen. Aus der Hauptnachrichtenzentrale des MfNV wurden im Mai 1990 die ersten operativen Nachrichtenkanäle als Reserve WTsch-Regierungsverbindungen über die Troposphärenfunkstation 301 ins Ausland geschaltet und betrieben.
Die stationär (ortsfest) eingesetzte Troposphärenfunk-Technik kam aus der Produktion der UdSSR und trug die Bezeichnung R-417 „BAGET-S“. Ergänzend war in der Troposphärenfunkzentrale 301 konventionelle Funk-, Richtfunk- und Fernmeldetechnik installiert.
Die Ausbreitung der elektromagnetischen Wellen im Troposphärenfunksystem basiert auf der Nutzung der Eigenschaften der Troposphäre (Bereich des Wetters, 12–17 Kilometer), wo sie ein Feld der Strahlungsbegegnung bilden. Darin entsteht ein Streustrahlungsvolumen, das Teile der homogenen Atmosphäre im Verhältnis zu den Wellenlängen in Schwingungen versetzt, welche sich in Richtung der Gegenstellen ausbreiten (Troposcatter). Nach einer Kernwaffendetonation ist die Troposphäre mit zusätzlichen Schmutz- und Staubpartikeln angereichert, d. h. auch das Feld der Strahlungsbegegnung, was zu einer Erhöhung der Schwingungsbewegung und damit zu einer Feldstärkeerhöhung der Signale sowie zu einer Verbesserung der Qualität der Verbindung führt. Im Zusammenhang mit den Ausbreitungsbedingungen elektromagnetischer Wellen wird das Feld der Streustrahlbegegnung oft als „Reflektorschicht“ bezeichnet.
Flächenmäßig nahm die Troposphärenfunkstation ein Areal von rund 10 ha ein.

## Heutige Nutzung
Der Bunker ist privatisiert und wird vom ansässigen Verein „Militärhistorisches Sonderobjekt 301 Wollenberg e. V.“ betrieben. In unzähligen Einsätzen, unterstützt durch Freunde und Fachpersonal, haben die Vereinsmitglieder nicht nur den Bunker aus einem Zustand der Verwüstung begehbar und der Öffentlichkeit zugänglich gemacht. Auch alle oberirdischen Objekte sind rekonstruiert, die Räumlichkeiten teilweise in den Originalzustand zurück versetzt und für die Präsentation von militärischen Bekleidungs- und Ausrüstungsgegenständen und Nachrichtenkleingerät der NVA vorbereitet und genutzt. Der geschützte Garagenkomplex mit seinem Vorplatz, einst für mobile Reserveantennentechnik gebaut, ist Zentrum der Präsentation von wieder hergestellten mobilen Nachrichtengerätesätzen der NVA auf unterschiedlichen fahrbereiten Fahrzeugbasen. So ist das Sende- und Empfangs- sowie das Stromversorgungsfahrzeug eines erst 1990 in die NVA eingeführten mobilen Troposphärenfunkkomplexes des Typs R 417 BAGET auf der Kfz-Basis eines „KAMAZ“ (russisches Modell) zu besichtigen.
Die Anlage ist in die Liste der Denkmale des Landes Brandenburg eingetragen. Der Verein erinnert mit seinen öffentlichen Führungen an den Kalten Krieg in Europa. Der Bunker wird von den Besuchern so erlebt, als wäre er nie außer Betrieb gegangen. Die Imitation von Systemzuständen der Geräte, das Rauschen von Nutz- und Störsignalen in den Funkkanälen der Kurzwellen-Funkstation von Funkamateuren und die qualitativen Details der Vorstellung des Bunkers sowie die Erläuterungen zu Funktion und Zweckbestimmung sollen den Besuchern einen möglichst realistischen Eindruck der Anlage vermitteln.
Zudem wird auf dem Gelände das 70 cm Amateurfunk Relais DB0WOL in FM und DMR betrieben.

## Bildergalerie

Einrichtungsdetails
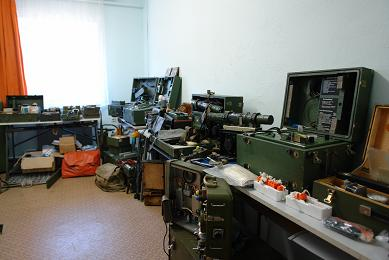
Gammazähler und andere Messgeräte
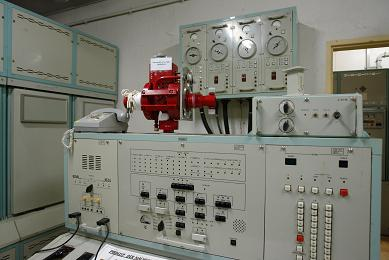
Arbeitsplatz des Diensthabenden für eine Troposphärenfunkrichtung
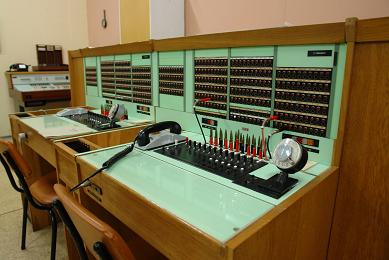
Fernvermittlungsschrank 4 (FVS) des Not- und Havarienetzes der NVA
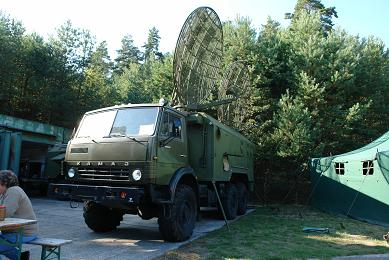
Mobile Variante des Gerätesystems R 417 „BAGET“
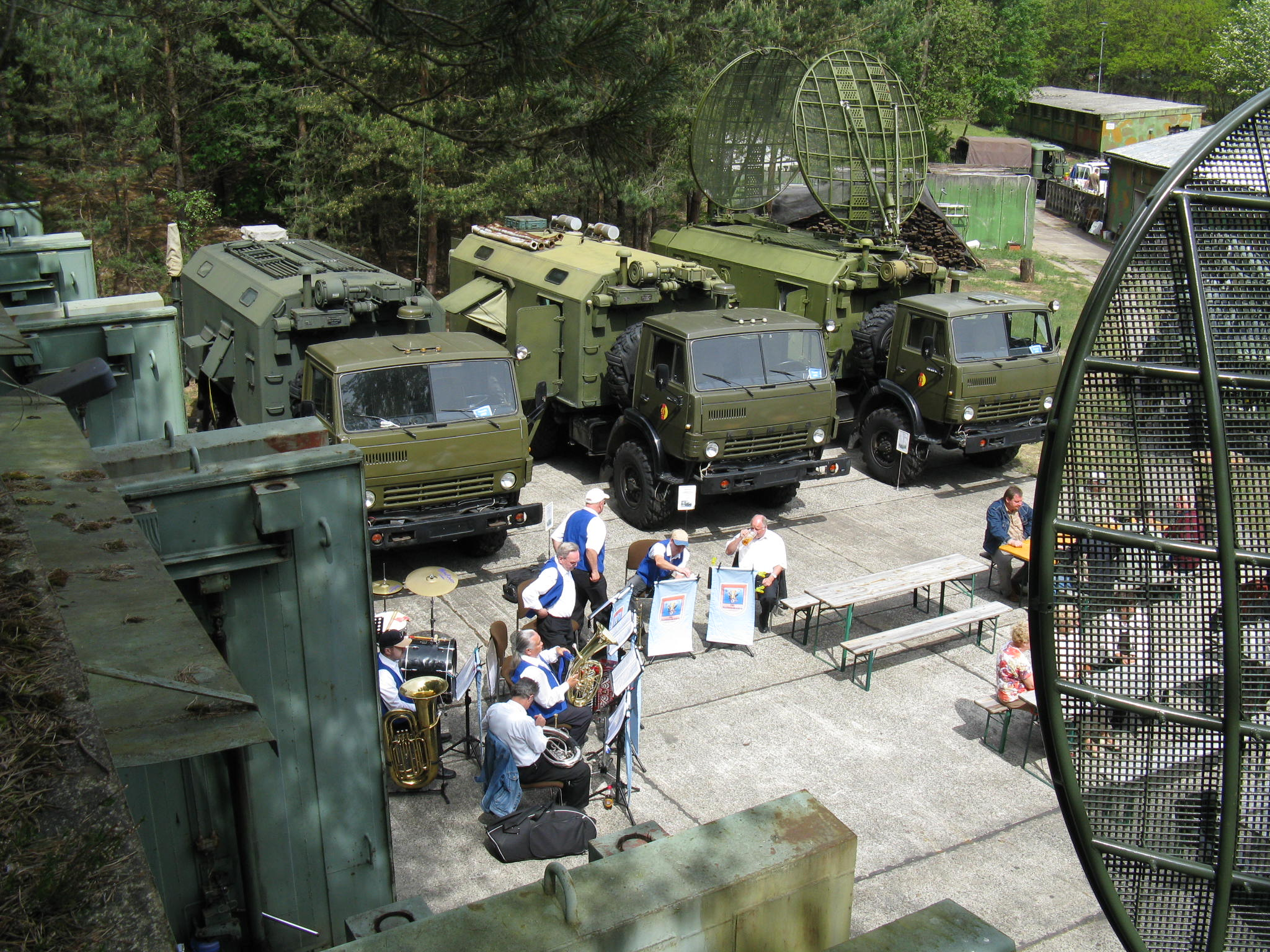
Blick auf die mobile Ausstellungstechnik
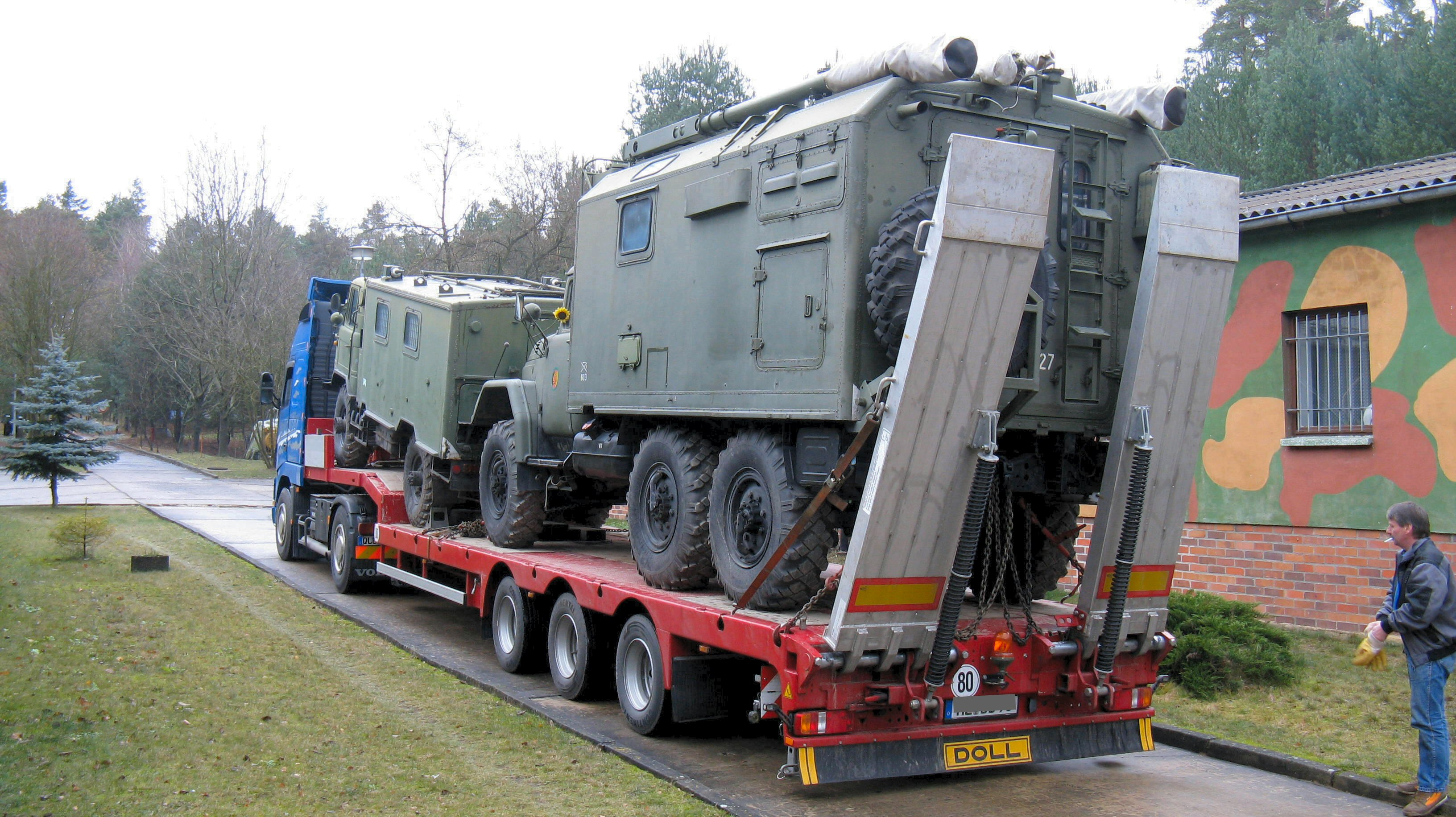
Anlieferung mobiler Nachrichtentechnik
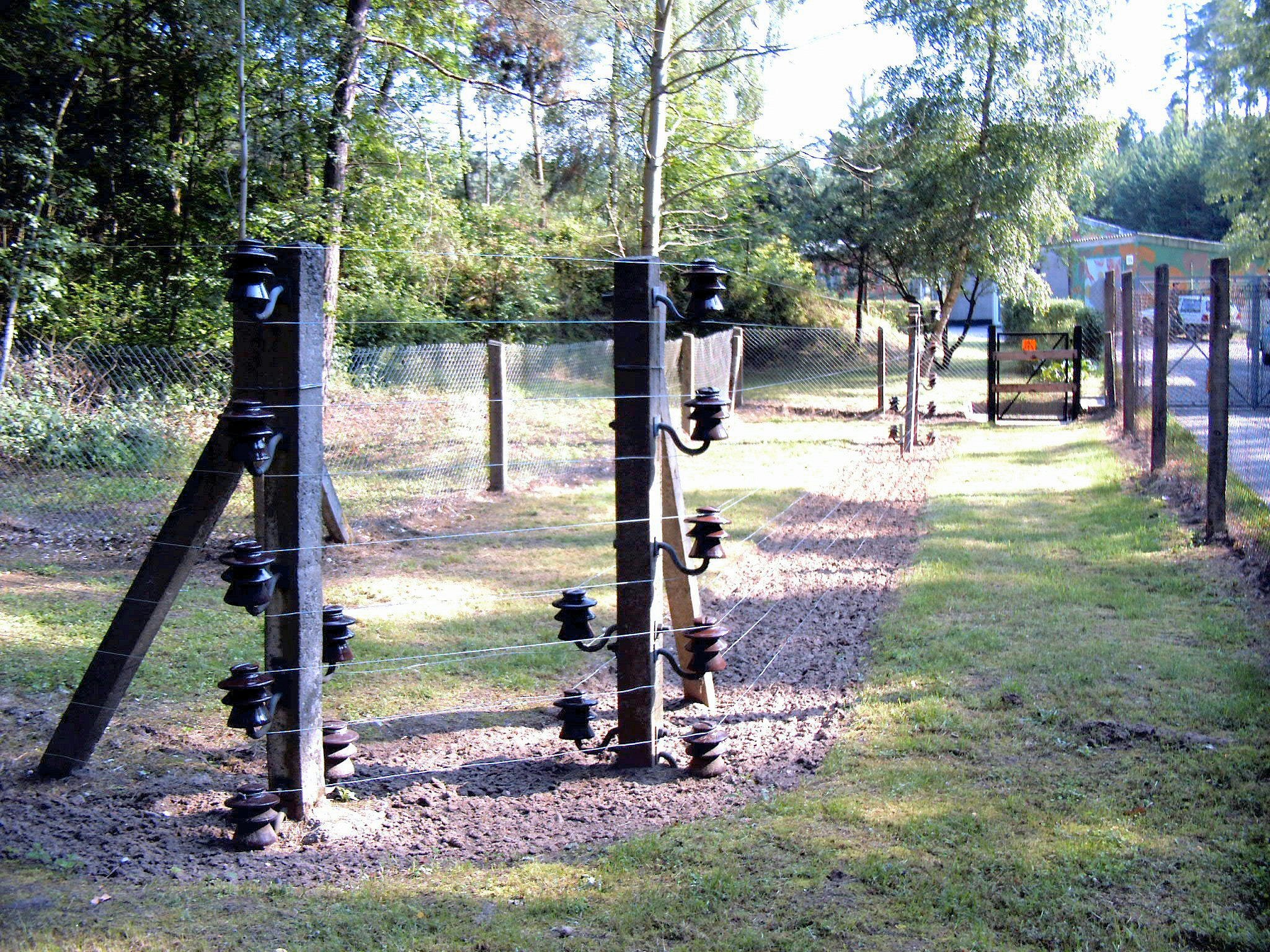
Hochspannungs- sicherungsanlage